# حلولية (فرقة)
الحلولية، يقول التهانوي هي فرقة من المتصوفة المبطلة القائلين بإباحة النظر إلى النساء والمرد، وفي تلك الحال يرقصون ويطربون ويقولون: إن هذه صفة من صفات الله تعالى التي حلت علينا، وهي مباح وحلال. وهذا كفر محض. وبعضهم يقيمون مجالس لهم وعليهم لباس الدراويش ويتصايحون بآه واوه وبالبكاء وإظهار الحرقة وشق الجيوب والأكمام وإلقاء العمائم بالأرض، وأمثال ذلك، وذلك منهم مراءاة للناس. وكل ذلك بدع وضلالة.